# 温州冬青
温州冬青（学名：Ilex wenchowensis）是冬青科冬青属的植物，为中国的特有植物。分布于中国大陆的浙江等地，生长于海拔600米至850米的地区，见于山坡以及沟谷杂木林中，目前已由人工引种栽培。